# ویلی آزاد ۲: خانه ماجراجویی
ویلی آزاد ۲: خانه ماجراجویی (به انگلیسی: Free Willy 2: The Adventure Home) فیلمی محصول سال ۱۹۹۵ و به کارگردانی دوایت اچ لیتل است. در این فیلم بازیگرانی همچون جیسون جیمز ریختر، آوگوست شلنبرگ، جین اتکینسون، جاون تنی، الیزابت پنیا، مایکل مدسن، میکلتی ویلیامسون، ماری کیت شلهارت، ام امت والش، استیو کاهان ایفای نقش کرده‌اند.
این فیلم دنباله فیلم ویلی آزاد است.